# Bedřich Zákostelecký
Bedřich Zákostelecký (23. března 1942 České Budějovice) je český umělecký knihař, hudebník, pedagog a mistr knihařského řemesla v oboru umělecká knižní vazba.

## Život
Zákostelecký prožil mládí v Nových Hradech. V letech 1956–1959 studoval na Vojenské hudební škole v Roudnici nad Labem hru na akordeon a klarinet. Po studiu byl přidělen k plukovní vojenské hudbě v Českém Krumlově. Jeho zájem o hudební pedagogiku ho dovedl ke studiu na Státní konzervatoři v Plzni, kde v roce 1969 absolvoval u Františka Vacovského hru na klarinet. Jako učitel začal působit v polovině 60. let v Lidové škole umění ve Volyni, v roce 1972 pak přešel do Lidové školy umění ve Strakonicích. V letech 1977–1979 externě vyučoval na Jihočeské univerzitě v Českých Budějovicích. V letech 1982–1984 učil na Lidové škole umění v Trhových Svinech a v letech 1984–1991 na plzeňské konzervatoři. Pod jeho vedením vystudovalo několik generací profesionálních klarinetistů (např. František Bláha, Václav Hruška, Pavel Brázda nebo Milan Srb).
Kvůli nedostatku literatury pro začínající klarinetisty sestavil Školu hry na klarinet. Je držitelem tří patentů na učební pomůcky a hmatové tabulky.
V 70. a 80. letech 20. století začal se studiem rukodělné knižní vazby pod vedením Jindřicha Hodného v Týně nad Vltavou, Jiřího Faltuse v Žamberku, Jindřicha Svobody v Brně nebo Jána Vrtílka v Žilině.
Od roku 1993 pracoval na katedře výtvarné kultury Západočeské univerzity v Plzni jako vedoucí ateliéru knižní vazby. Jeho práce jsou vybírány jako dary pro významné osobnosti, např. Václava Havla, Václava Klause nebo papeže Benedikta XVI.
V roce 2001 se přestěhoval do Přeštic a otevřel zde soukromý Ateliér knižní vazby. Pro město Přeštice zhotovil kazetu na historická pečetidla a pro městské muzeum v Přešticích tři reprezentativní návštěvní knihy.
Je členem Unie výtvarných umělců v Plzni, Spolku českých bibliofilů, Spolku Jakuba Jana Ryby a přispívajícím členem Spolku pro záchranu historických památek Přešticka.

## Ocenění a výstavy
- v 80. letech 20. století získal na Trienále umělecké knižní vazby několikrát čestná uznání
- v 80. letech 20. století Cena města Kroměříže[3]
- 1998 Mistr knihařského řemesla v oboru umělecká knižní vazba
- 2023 Cena za celoživotní přínos Plzeňskému kraji

### Výstavy
- 1999 Kulturní zařízení Přeštice (společně se svými studenty)
- 2002 Kulturní zařízení Přeštice (při příležitosti koncertu vážné hudby Večer s klarinetem)
- 2005 Dům historie Přešticka (společně se svými syny Janem a Markem)[2]
- 2017 Dům historie Přešticka[4]
- 2019 Šmidingerova knihovna Strakonice[5]